# Хорсман, Эдвард
Эдвард Хорсман (англ. Edward Horsman; 1807—1876) — английский политический деятель.

## Биография
Эдвард Хорсман родился 8 февраля 1807 года в шотландском городе Стерлинге в состоятельной семье. Его мать была дочерью Сэра Джона Далримпла. Получил образование в частной школе Рагби и Тринити-колледже (Кембридж). Учась в колледже принял участие в нескольких матчах по крикету в First-class.
В 1835 году Э. Хорсман провалился на выборах, но уже со следующего года стал членом британской палаты общин, где принадлежал к либеральной партии Великобритании.
С 1855 до 1857 год он занимал должность главного секретаря по делам Ирландии.
Он отделился от большинства вигов при обсуждении внесенного Уильямом Гладстоном билля о реформе (1866) и образовал вместе с Робертом Лоу фракцию так называемых адуллямитов; позже, как один из так называемых независимых либералов, пользовался большим влиянием в парламенте благодаря своему ораторскому таланту и едкому остроумию.
Эдвард Хорсман умер 30 ноября 1876 года в городе Биаррице на юго-западе Франции.